# 그리니치 공원

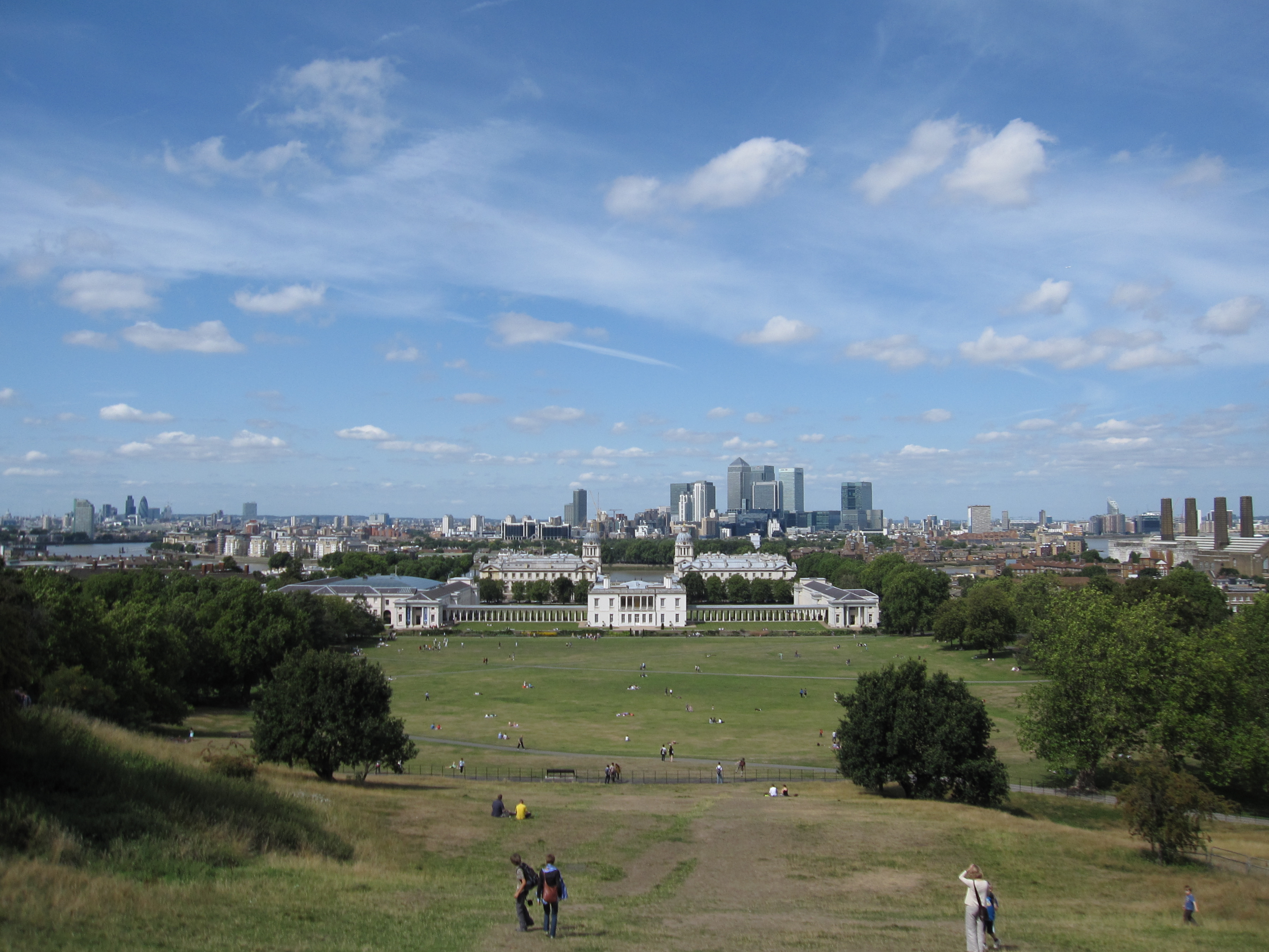
그리니치 공원

그리니치 공원(영어: Greenwich Park)은 런던 남동부 그리니치에 있는 공원이다. 런던의 왕립 공원 중 하나이며 총 면적은 74 헥타르이다. 공원 내에는 그리니치 천문대 및 해양 박물관이있다.